# Tadej Vidmajer
Tadej Vidmajer, slovenski nogometaš, * 10. marec 1992, Celje.
Vidmajer je profesionalni nogometaš, ki igra na položaju branilca. Od leta 2024 je član avstrijskega kluba SV Halbenrain. Pred tem je igral za slovenska kluba Celje in Šmartno 1928, poljski ŁKS Łódź ter avstrijska SV Wildon in USV Wies. Skupno je v prvi slovenski ligi za Celje odigral 195 tekem in dosegel tri gole.